# Stenodynerus figulus
Stenodynerus figulus är en stekelart som först beskrevs av Henri Saussure 1854.  Stenodynerus figulus ingår i släktet smalgetingar, och familjen Eumenidae. Inga underarter finns listade i Catalogue of Life.